# Phytocoris miniatus
Phytocoris miniatus är en insektsart som beskrevs av Knight 1961. Phytocoris miniatus ingår i släktet Phytocoris och familjen ängsskinnbaggar. Inga underarter finns listade i Catalogue of Life.